# ウィーケストリンク☆一人勝ちの法則
『ウィーケストリンク☆一人勝ちの法則』（ウィーケストリンク ひとりがちのほうそく）は、フジテレビ系列（一部地域を除く）で放送されたクイズ番組。2002年4月8日から9月16日までの毎週月曜日19時01分（後に19時00分） - 19時54分（特番は9月25日の19時00分 - 20時54分）に放送された。

## 概要
ルールについてはザ・ウィーケスト・リンクを参照。ただし、特番で行われた特別ルールは後述する。
イギリス発祥のクイズ番組『ザ・ウィーケスト・リンク』(The Weakest Link) の日本版として制作・放送された。司会は伊東四朗。本来この番組は、『フー・ウォンツ・トゥ・ビー・ア・ミリオネア』（『クイズ$ミリオネア』）とはライバル関係の番組であるが、日本では2番組とも同じフジテレビの番組となっていた。なお、企画段階のタイトルは『サバイバルKING〜THE WEAKEST LINK』であった。
初回は2時間枠で放送、総勢15人（全て芸能人）が参加。それ以降は一般参加者6人＋芸能人2人の形式（後に一般参加者5人＋芸能人3人。時々芸能人大会をはさむことがあった）、そして末期は一般参加募集を打ち切って芸能人のみの6人制となった。
しかし、視聴率において苦戦を強いられたことから、わずか半年で打ち切られた。
9月25日には「日本お笑い界頂上決戦 秋の下克上スペシャル」と題して、実質上の最終回を2時間枠で放送。お笑い芸人やコメディアンが8人集まり、賞金2000万円をかけて挑戦した。
ローカルセールス枠であったため、一部のネット局では遅れネットまたは放送されなかった局がある。
- 関西テレビでは『快傑えみちゃんねる』（2009年4月から金曜に移行後、2020年8月に終了）の枠となっていたため放送されず（スペシャルのみ放送）、関西地区では独立局であるKBS京都が本放送終了後に放送したが、わずか3ヶ月で打ち切られた。
- 東海テレビではスペシャル版のみ放送。
- テレビ新広島では、2002年6月まで同時刻に自社制作番組を放送していたが、同年7月からネットを開始した（これ以降、テレビ新広島では月曜19時はフジテレビの番組をネットしている）。
- テレビ西日本では自社製作番組『ふとっぱら』を放送していたため、月曜日の深夜に遅れネットで放送された。そのため、最終回（9月23日に放送）と特番が同じ週に放送されることとなった。
- 長野放送では自社製作番組『NBS月曜スペシャル』を放送していたため、日曜日の昼12時から放送された。

## セット、効果音など
- 番組のスタジオセットはイギリスBBCの「プライムタイム版」をもとにしており、解答者の前にはモニター（普段は番組ロゴを表示）が置かれた。
- 番組冒頭の伊東の挨拶は、初回のみ「ようこそ、ウィーケストリンクへ」で、第2回以降は「Welcome to Weakest Link」だった。
- 効果音は当初は使われていなかったが、放送数回でBANK時に、後に正解・不正解の効果音が追加された。
- 番組進行中のBGMは、当初オリジナル同様にほぼ全面的に流れていたが、後に必要な場面以外には流れなくなった。
- 演出面でも当初はオリジナル同様であったが、後にテロップも追加されるようにな？など、徐々に日本の他のバラエティ番組と同様の演出が多用されるようになった。

## 皮肉
ウィーケストリンクでは、退場者を決める投票の前に司会者が必ず皮肉を言うのが決まりになっている（これを番組では「WHO LINE」と呼ぶ）。その内容は軽いジャブ程度のものからどぎついものまでいろいろある。なお中期からはテロップも付けるようになった。以下がその例である。
- バンクするつもりだったのに、頭がパンクしてしまったのは誰なんでしょうか?
- 始球式でデッドボールを投げた人は一体誰なんでしょうか?
- 間違ってダービーに出走したロバは誰なんでしょうか?
- すでに本来の仕事を忘れてファッションモデルとなっちゃっている女性歌手は誰なんだ?
- 電動のこぎりで木を切ったら、車も破壊してしまった人は誰なんでしょうか?
- 頭の中が熱帯夜の人はいったい誰なんでしょうか?
- 夜にパラシュート花火を打ち上げてしまう人は誰なんでしょうか?
- 飛ばしても飛ばしても指から飛ばない鼻糞みたいな人は誰なんでしょうか?
- 筋肉のふりをしたぜい肉は一体誰なんでしょうか?
- お花畑で、毒キノコは誰なんでしょうか?
- 松茸のふりをしている椎茸は誰なんでしょうか?
- ガラスの靴を踏み割った、シンデレラは誰なんでしょうか?
- カニのふりをしているカニカマボコは誰なんでしょうか?

ちなみに最終回の皮肉は「退場者ルームで、ふかわくんの仲間になるのは誰なんでしょうか?」だった。

## その他
- この枠でのクイズ番組は、2001年4月 - 9月放送の『新常識クイズ!目からウロコ』以来半年振りだが、視聴者参加型としては、1980年1月 - 3月放送の『それいけ!実験クイズ』（司会：宍戸錠）以来22年振りだった。
- 伊東は当初、司会に起用された際には辞退を考えていた。しかし、本家イギリスの番組のビデオを見て「これは面白そうだ」と感じたため、司会を引き受けることとなった。
- ある回の最終ラウンドに山田邦子と森公美子が残るが、2人はそれぞれ両端の席におり、更にこの番組は問題が出てくるモニター付テーブルを回しながら解答者の正面を向いて問題を出題するため、クイズ出題前に伊東が「端と端でやりにくいなー」とボヤいた事がある。
- ある回で、五月みどりが司会者の伊東に退場を言い渡された時に、当時伊東と五月が共演していた番組「伊東家の食卓」で紹介された「金太郎ゲーム」の体操をしながら退場した。
- 最終回では、ラウンド2で笑福亭鶴瓶の失態が原因で大パニックになり、ウィーケストリンクを決める投票では、6人の解答者が鶴瓶に票を入れるが、票が自分に入ると悟った鶴瓶も自分自身に票を入れたため、文字通りの満票になった事がある。別のラウンドでは、小松政夫が失格になった際、小松のギャグ「ニンドスハッカッカ」と振られた伊東が思わず「マー」と返してしまい、小松もギャグを続けるが、伊東に「乗りそうになるだろ!」と突っ込まれ、さらに宮迫博之がウィーケストリンク投票で名倉潤の名前を「名倉ナパチャットワンチャイ」と呼んだ時に、笑わないキャラ設定である伊東が一瞬噴き出してしまい、解答者の皆から「笑った!」と突っ込まれたことがある。
- 番組放送期間中には、当番組のテーブルゲームがトミー（現：タカラトミー）から発売されている。プレイ人数は2人 - 8人で、対象年齢は8歳以上。番組スタッフが制作した問題が1000問収録されている。
- 番組中に、正解シーンだけを抜粋したシーンが放送されるが、その都度流れる、司会者の伊東四朗の素っ気無く「正解!」というコールだけを集めた伊東の物真似ということで、コージー冨田がギャグにしていた。
- 『とんねるずのみなさんのおかげでした』では当番組のパロディ企画が、芸能人プライベート暴露クイズとしてスタジオもそのままに使われた。しかし番組フォーマットの使用権利が切れると、途中からパロディ版「ドーンゲストリンク（多数票を得た解答者が落下する）」にリニューアルされた。

## 特番でのルール
下記以外のルールは基本ルールと同じ。

### 2002年4月8日
- 15人が出場。事前に筆記試験を行い、前半戦は筆記予選の下位8人が参加。前半戦で勝利した1人は、前半戦の賞金の10分の1を持って後半の決勝戦に合流する。
- 決勝戦は、筆記予選の上位7人に前半戦の勝者1人を加えた8人で実施。

### 2002年9月25日
- 8人が出場。残り3人になった時点で、敗者復活戦を実施。敗者復活戦は、お題に該当する解答者を選ぶ投票パートのみで構成され（よって賞金の加算はない）、選ばれた解答者が退場となる。これを3回繰り返して残った2人が復活。
- この敗者復活戦を追加した関係で10ラウンドとなり、賞金の上限も2000万円となる。

## スタッフ
- ナレーション：清水ミチコ、原口あきまさ（原口は最終回放送後の特番のみ[2]）
- 構成：堀田延、山名宏和
- 総合演出→監修：杉本達
- 問題作成：オフィス・トゥー・ワン、CAMEYO
- リサーチ：香野勇雄、中嶋英介
- 技術プロデューサー：中市友
- TD・SW：石黒義満
- CAM：菊池謙
- AUD：藤橋浩司郎
- PA：本間清孝
- LD：北澤正樹
- クレーン：滝本敬介
- ENG：江藤新次郎、宮本薫
- 美術プロデューサー：松沢由之
- セットコーディネーター：越野幸栄（フジテレビ）
- 美術進行：今井隆之
- 大道具：長沼佳孝
- 特殊装置：樋口真樹
- 電飾システム：永島哲哉
- アクリル装飾：中井丈晴
- スタイリスト：須藤美奈子
- タイトル：岩崎光明
- CG：坂本浩（フジテレビ）、新崎晴久
- オフライン編集：落合英之
- EED：岡本広
- MA：和光康彦
- 音効：田村智之
- 編成：金井卓也（フジテレビ）
- 広報：川口誠（フジテレビ）
- TK：山本悦子
- デスク：不破香緒里
- AD：佐藤圭太、山崎清太、平川和志
- AP：若松紅（フジテレビ）
- ディレクター：西山仁、阿部譲、稲村健、大角肇、鈴木優
- プログラムディレクター：吉田岳人
- プロデューサー：原田冬彦（フジテレビ）、近藤孝子、森雅史
- 技術協力：FLT、サンフォニックス、K&L
- 美術協力：フジアール
- 協力：オルテ企画、ベイシス
- 制作協力：共同テレビ
- 制作：フジテレビ制作センター（現：フジテレビバラエティ制作センター）
- 制作著作：フジテレビ

## マネーツリー
上から順に1チェイン、2チェイン…の順。◎はラウンド最高金額。なお、最高チェイン数は、1チームの解答者の人数に等しい。第7ラウンド（ボーナスラウンド）は獲得賞金が全額2倍になる。
途中から6人制となったが、マネーツリーの変更はなかった。
1. ¥10,000
2. ¥50,000
3. ¥100,000
4. ¥250,000
5. ¥500,000
6. ¥1,000,000
7. ¥1,500,000
8. ¥2,000,000◎